# Виолета Марковић
Виолета Марковић (Пожаревац, 1974) српска је уметница у области сликарства и калиграфије.

## Биографија
Рођена је 1974. године у Пожаревцу, где живи и ради. Завршила је 1995. године Вишу школу ликовних и примењених уметности  у Београду. Од 1995. до 2003. године радила је мурале, дизајн амбалаже, обуће, књига, рекламних страна, каталога и аранжирање излога за многе приватне и државне фирме као и аранжирање излагачких штандова на сајмовима у земљи и иностранству.
Од 2003. године запослена је у Фондацији Миленин дом - Галерији Милене Павловић Барили, где и сада ради са звањем вишег музејског водича. Члан је Удружења ликовних стваралаца „Милена Павловић Барили” Пожаревац, од 1995. године, чија је и председница од јануара 2023. године. Све време активно излаже на колективним изложбама Удружења.
Учесник је неколико ликовних колонија и многобројних хуманитарних акција. Њени радови се налазе у бројним музејима, установама и приватним збиркама.
Организатор је дечјих ликовних радионица „Са Миленом Павловић Барили кроз свет снова и фантастике” и „Маска – моје друго лице”. Аутор је сликовнице „Милена Павловић Барили - бојанка за децу и одрасле“ 2017.  978-86-913151-6-0..
Учествовала је на многобројним изложбама у земљи и иностранству. Од чега посебно треба истаћи две изложбе у Кини. Изложба „SYMPHFONY 7“ која је отворена у јулу 2022. године у главном изложбеном простору уметничког комплекса Jockey Club Creative Arts Centre (JCCAC) у Хонгконгу, на којој је Виолета излагала на позив организатора и са још две уметнице из наше земље представљала Србију. Затим је учествовала у децембру исте године, такође по позиву, на изложби ”CLASSICS REVISITED, CLASSICS REINVENTED”, која је реализована као водећи годишњи пројекат Арт фестивала Jockey Club Creative Arts Centre (JCCAC) у Хонгконгу.
Имала је велики број самосталних изложби. Једна од најзапаженијих била је изложба у Галерији културног центра Бачка Паланка у оквиру  15. манифестације „Ноћ музеја”, када је програм Бачке Паланке проглашен за један од четири најбоља програма те године.

## Самосталне изложбе
- 2025. Палата Тврђаве Голубачки град, Голубац[10]
- 2025. Галерија „Круг” Петровац на Млави[11]
- 2023. Галерија модерне уметности Голубац[12]
- 2022. Галерија Центра за културу Ковин[13]
- 2022. Модерна галерија Центра за културу Лазаревац[14]
- 2022. Галерија Центра за културу „Масука” Велика Плана[15]
- 2021. Галерија савремене уметности Пожаревац[16][17]
- 2021. Галерија савремене уметности, Центар за културу „Драган Кецман” Кучево[18][19]
- 2019. Уметничка галерија „Здравко Мандић” Нови Козарци[20]
- 2019. Културни центар Кикинда[21]
- 2019. Легат Милића од Мачве, Крушевац[22]
- 2019. Културни центар „Лаза Костић”, Сомбор[23]
- 2019. Галерија „”, Београд[24]
- 2018. Галерија модерне уметности Смедеревска Паланка[25]
- 2018. Центар за културу „Свети Стефан, деспот српски” Деспотовац[26]
- 2018. Галерија „Меандер” Апатин[27]
- 2018. Галерија Културног центра Бачка Паланка[28]
- 2018. Градска галерија „Мостови Балкана” Крагујевац[29]
- 2017. Завичајни музеј Хомоља у Жагубици[30]
- 2017. Галерија савремене уметности Пожаревац[31]
- 2015. Галерија „Круг”, Петровац на Млави[32]
- 2015. Галерија Центра за културу Кучево
- 2008. Народни музеј Пожаревац
- 1999. Културно спортски центар Пожаревац
- 1999. Дом народне технике Пожаревац
- 1997. Центар за културу Пожаревац

## Одабране колективне изложбе
- 2025. „Зимска изложба” Удружења ликовних стваралаца „Милена Павловић Барили” Пожаревац, Галерија Народног музеја Пожаревац[33]
- 2024. 19. ликовни салон „30х30”, Културни центар Зрењанина[34]
- 2024. „17. Међународно бијенале уметности минијатуре”, Модерна галерија Културног центра Горњи Милановац[35]
- 2024. „Огледало времена у ликовној уметности” Галерија Центра за културу „Масука”, Велика Плана, Галерија Центра за културу Младеновац, Галерија Центра за културу Ковин[36]
- 2024. „У духу Николе Тесле”, Кућа Ђуре Јакшића, Београд[37]
- 2024. „Сликари Србије класичне интерактивне уметности”, Галерија Полет, Београд
- 2024. „Отисак пролазности”, Галерија „”, Београд[38]
- 2024. „38. октобарски ликовни салон”, Центар за културу Ковин[39]
- 2023. „32. изложба малог формата”, Културни центар Шабац[40]
- 2023. „Караван уметности”, Матица српска Нови Сад; Музеј Срема Сремска Митровица; Културни центар „Мија Алексић”, Горњи Милановац; Народни музеј Крагујевац[41][42]
- 2023. „30. јесењи ликовни салон”, Галерија Центра за културу „Масука”, Велика Плана[43]
- 2023. „24. пролећни ликовни салон”, Галерија Центра за културу „Масука”, Велика Плана[44]
- 2023. 18. ликовни салон 30х30, Културни центар Зрењанина; Галерија савремене уметности Панчево; Кућа Ђуре Јакшића, Београд, Музеј Срема, Сремска Митровица; Културни центар Нови Сад[45]
- 2023. 21. међународна изложба „Жене сликари”, Центар за културу Мајданпек[46]
- 2022. 36. октобарски ликовни салон, Центар за културу Ковин[47]
- 2022. "Classics revisited, classics reinvented”,  Галерија Л0,  Уметнички комплекс Jockey Club Creative Arts Centre (JCCAC), Хонгконг[48]
- 2022. „Симфонија 7” (SYMPHONY 7), Централна галерија уметничког комплекса Jockey Club Creative Arts Centre (JCCAC), Хонгконг[49]
- 2022. „70 година трајања” ретроспективна изложба УЛИС „Милена Павловић Барили”, Галерија савремене уметности Пожаревац, Галерија „Круг” Петровац на Млави, Народни музеј Велико Градиште[50]
- 2021. 35. октобарски ликовни салон, Центар за културу Ковин[51]
- 2021. 16. ликовни салон 30х30, Културни центар Зрењанина; Културни центар Нови Сад;  Музеј Срема, Сремска Митровица; Галерија савремене уметности Панчево; Кућа Ђуре Јакшића, Београд[52]
- 2020. 34. ликовни салон „Трагови будућности”, Центар за културу Ковин[53]
- 2020.  међународно тријенале визуелне и експерименталне поезије и мејл арта, Центар за културу Ваљево[54]
- 2020.  XV међународно бијенале уметности минијатуре, Културни центар Горњи Милановац[55]
- 2019. 14. ликовни салон 30х30, Културни центар Зрењанина; Галерија савремене уметности Панчево; Кућа Ђуре Јакшића, Београд; Културни центар Нови Сад;  Музеј Срема, Сремска Митровица[56]
- 2019.  „Милени у част”, Изложба поводом 110 година од рођења Милене Павловић Барили, Руски дом Београд[57]
- 2018. АРТиЈА, 01. Међународно бијенале уметности радова на папиру и од папира, Галерија Народног музеја Крагујевац[58]
- 2018. Изложба поводом Дана словенске писмености и културе, Руски дом Београд
- 2018. 13. летња ликовна изложба, Народни музеј Велико Градиште
- 2018. Изложба поводом обележавања Дана Дунава, Тврђава Голубачки град

## Ликовне колоније
- 2024. Ликовна колонија „Равништарка 2024.”, Туристичка организација Кучево[59]
- 2024. Ликовна колонија „Наше боје, здравље твоје”, УЛИС „Милена Павловић Барили” Пожаревац[60]
- 2024.  25. Multicultural Art Summit, Удружење „” за Југоисточну Европу, Сребрно језеро[61]
- 2024. Међународна ликовна колонија „Костолац 2024.”, Ликовно удружење „Спектар”[62]
- 2024. Међународна ликовна колонија „Осмех Костолца”, Ликовно удружење „Кевро” Костолац[63]
- 2023. , Удружење „” за Југоисточну Европу, Сребрно језеро[64]
- 2023. Ликовна колонија „Палета Милене Павловић Барили”, УЛИС „Милена Павловић Барили” Пожаревац[65]
- 2023. Међународна ликовна колонија „Костолац 2023.”, Ликовно удружење „Спектар” Костолац[66]
- 2022. Ликовна колонија „Од њиве до готовог производа”, Удружење „Арт Круг Павла Миладиновића”[67]
- 2021. Ликовна колонија „Пожаревац у срцу уметника Србије”, Удружење „Арт Круг Павла Миладиновића”[68]
- 2018. Ликовна колонија у оквиру пројекта Европске уније „Култура без граница” у склопу Фестивала „Дани јесени”, Анина, Румунија[69]
- 2008. Ликовна колонија „Љубичево” Пожаревац
- 2006. Ликовна колонија „Тулба II – Енергија Теслиних идеја” Пожаревац
- 2005. Ликовна колонија „Тулба I” Пожаревац
- 2003. Прва ликовна колонија у Војној академији - Одсек логистика у Жаркову, поводом дана високих војних школа

## Награде и признања
- 2025. Друга награда за најуспешнијег излагача у 2024. години, Удружење ликовних стваралаца „Милена Павловић Барили” Пожаревац[70]
- 2024. Прва награда за најуспешнијег излагача у 2023. години, Удружење ликовних стваралаца „Милена Павловић Барили” Пожаревац[71]
- 2023. Прва награда на Ликовном конкурсу „Портрет писца” Библиотеке „Илија М. Петровић” у Пожаревцу[72]
- 2022. Повеља културе Града Пожаревца за изузетан допринос развоју и ширењу културе.[73]
- 2022. Похвала за калиграфију на 36. октобарском ликовном салону Центра за културу Ковин.[74]
- 2018. Друга награда на Ликовном конкурсу поводом Светског дана књиге и ауторских права Библиотеке „Илија М. Петровић” у Пожаревцу[75]
- 2005. Прва награда „Најлепши излог”, Скупштина Општине Пожаревац
- 2004. Друга награда „Најлепши излог”, Скупштина Општине Пожаревац
- 2001. Друга награда „Најлепши излог”, Скупштина Општине Пожаревац
- 2001. Трећа  награда „Најлепши излог”, Скупштина Општине Пожаревац

## Каталози
- Марковић, Виолета (2022). Распони метафизичког бескраја - Mодерна галерија Лазаревац. Лазаревац: Центар за културу Лазаревац. ISBN 978-86-6405-093-7.
- Марковић, Виолета (2021). Експлозија душе - Галерија савремених уметности Пожаревац. Пожаревац: Народни музеј. ISBN 978-86-84147-54-9.
- Марковић, Виолета (2020). Траг мисли. Пожаревац: В. Марковић. ISBN 978-86-901600-0-6.
- Марковић, Виолета (2017). Народни музеј, Пожаревац. Пожаревац: Народни музеј Пожаревац. ISBN 978-86-84147-47-1.
- Марковић, Виолета (2008). Народни музеј, Пожаревац. Пожаревац: Народни музеј Пожаревац. ISBN 978-86-84147-24-2.